# وارسو 44
وارسو '44 هو فيلم روائي بولندي من عام 2014 . حيث طرح فيلم الحرب موضوع انتفاضة وارسو عام 1944 خلال الاحتلال الألماني لبولندا.
بدأت انتفاضة وارسو في أغسطس (تموز) 1944 وقد استمرت 63 يومًا وحصدت 200.000 ضحية من بين 900.000 من سكان وارسو. من بين 700000 ناج، بقي 1000 فقط في المدينة المدمرة. يعيش اليوم في وارسو أكثر من مليوني نسمة.

## أحداث
في صيف عام 1944، زحف الجيش الأحمر من الشرق نحو وارسو. استغل الجيش السري البولندي هذا كفرصة للتمرد ضد المحتلين الألمان. يدخل المقاتل السري ستيفان في الانتفاضة المسلحة. يحب الممرضة آلا، ولكنه ينجذب أيضًا إلى المقاتلة السرية كاما. عندما تم قمع الانتفاضة الدموية وتدمير المدينة بالكامل، يتم قتل كلتا المرأتين. تمكن ستيفان أن ينقذ نفسه على جزيرة نهرية في فيستولا، حيث علم في الماضي آلا على السباحة. على مايبدو أنه يرى آلا أيضًا، ولكن في اللقطة الأخيرة للفيلم يجلس كل واحد على حده في الجزيرة.

## الخلفية
تم إنتاج الفيلم تحت رعاية برونيسواف كوموروفسكي، رئيس جمهورية بولندا. كما تم تمويله من الأموال العامة، بما في ذلك مدينة وارسو، ومعهد الأفلام البولندي، والتلفزيون البولندي TVP، ورسوم ترخيص البث الإذاعي من Orange، والمركز الثقافي الوطني، وصندوق den MFF Masowischen Filmfonds، ومتحف انتفاضة وارسو، وأيضاً مدينة وودج.
عُرض الفيلم في دور السينما البولندية في الذكرى السبعين لانتفاضة وارسو. وحصل على العديد من جوائز الأفلام البولندية.
عندمابُث لأول مرة على التلفزيون الألماني، وصل الفيلم إلى 1.06 مليون مشاهد.

## الاستقبال
أظهر الفلم التلفزيوني الروائي «صدمة الحرب في نظرة لامعة». يقدم المخرج كوماسا «لا تحليل سياسي، لا حوارات قوية، مجرد انفجارات وعواطف» و «صور صادمة»   - أحيانًا بحركة بطيئة ومن منظور مطلق النار «القناص».

## النقد
- أورسولا شير: الانجذاب إلى الحرية في زمن السقوط، في: FAZ ، 1. أغسطس (تموز) 2015، ص.14 (إصدار عبر الإنترنت)

## روابط الويب
- - ZDF-Presseportal
  - Florian Peters: Der Warschauer Aufstand in Videoclip-Ästhetik. Der polnische Blockbuster „Warschau ’44“ läuft im ZDF – und kaum jemand schaut hin auf Zeitgeschichte-online August 2015.

## روابط خارجية
- وارسو 44 على موقع IMDb (الإنجليزية)
- وارسو 44 على موقع روتن توميتوز (الإنجليزية)
- وارسو 44 على موقع ألو سيني (الفرنسية)
- وارسو 44 على موقع فيلمافينيتي (الإسبانية)
- وارسو 44 على موقع قاعدة بيانات الأفلام السويدية (السويدية)
- وارسو 44 على موقع قاعدة بيانات الفيلم (الإنجليزية)
- وارسو 44 على موقع ليتربوكسد (الإنجليزية)
- وارسو 44 على موقع كينوبويسك (الروسية)